# Tagab (huyện), Badakhshan
Tagab là một huyện thuộc tỉnh Badakhshan, Afghanistan. Dân số thời điểm năm 1999 là -22,6 người.